# Championnat d'Union soviétique de football 1954
Navigation
Saison 1953 Saison 1955
La saison 1954 de Klass A est la 16e édition du championnat de première division en Union soviétique. Treize clubs sont regroupés au sein d'une poule unique où ils se rencontrent deux fois dans la saison, à domicile et à l'extérieur. En fin de saison, pour faire passer le championnat de 13 à 12 équipes, les 2 derniers du classement sont relégués et le meilleur club de deuxième division est promu.
C'est le club du Dynamo Moscou qui remporte le championnat après avoir terminé en tête du classement final avec 4 points d'avance sur le double tenant du titre, le Spartak Moscou et 5 sur le Spartak Minsk, promu de deuxième division. Il s'agit du 6e titre de champion d'Union soviétique de l'histoire du club.

## Clubs participants
Durant l'intersaison, le Dinamo Léningrad est dissous et remplacé par le Troudovyé Rezervy Léningrad (ru), un nouveau club créé sur la base de l'ancienne équipe.
- Promu de deuxième division

| Club                             | Présent depuis | Classement 1953 | Entraîneur               |
| -------------------------------- | -------------- | --------------- | ------------------------ |
| Spartak Moscou                   | 1936           | 1er             | Vassili Sokolov          |
| Dinamo Tbilissi                  | 1936           | 2e              | Boris Paichadze          |
| Torpedo Moscou                   | 1938           | 3e              | Nikolaï Morozov          |
| Dinamo Moscou                    | 1936           | 4e              | Mikhail Yakushin         |
| Zénith Léningrad                 | 1938           | 5e              | Nikolaï Lioukchinov (en) |
| Lokomotiv Moscou                 | 1952           | 6e              | Boris Arkadiev           |
| Krylia Sovetov Kouïbychev        | 1946           | 7e              | Viatcheslav Soloviov     |
| Dynamo Kiev                      | 1936           | 8e              | Oleg Ochenkov            |
| Lokomotiv Kharkov                | 1953           | 9e              | Oleksandr Chevtsov (uk)  |
| Troudovyé Rezervy Léningrad (ru) | 1936           | 10e             | Aleksandr Abramov (ru)   |
| Spartak Minsk                    | 1954           | 1er (D2)        | Mikhaïl Bozenenkov (ru)  |
| Torpedo Gorki (en)               | 1954           | 2e (D2)         | Valeri Bekhtenev (ru)    |
| CDSA Moscou                      | 1954           | Refondation     | Grigori Pinaïtchev (en)  |

### Changements d'entraîneurs
| Club                      | Entraîneur partant     | Date de départ | Entraîneur arrivant      | Date d'arrivée |
| ------------------------- | ---------------------- | -------------- | ------------------------ | -------------- |
| Zénith Léningrad          | Vladimir Lemechev (en) | 24 avril 1954  | Nikolaï Lioukchinov (en) | 25 avril 1954  |
| Torpedo Gorki (en)        | Nikolaï Glebov         | juillet 1954   | Valeri Bekhtenev (ru)    | août 1954      |
| Krylia Sovetov Kouïbychev | Piotr Bourmistrov (ru) | septembre 1954 | Viatcheslav Soloviov     | octobre 1954   |

## Compétition

### Classement
Le barème de points servant à établir le classement se décompose ainsi :
- Victoire : 2 points
- Match nul : 1 point
- Défaite : 0 point